# Clarence Kingsbury
Clarence Brickwood „Clarrie” Kingsbury (ur. 3 listopada 1882 w Portsmouth, zm. 4 marca 1949 w Southsea) – brytyjski kolarz torowy, dwukrotny mistrz olimpijski.

## Kariera
Największe sukcesy w karierze Clarence Kingsbury osiągnął w 1908 roku, kiedy zdobył dwa medale podczas igrzysk olimpijskich w Londynie. Najpierw zwyciężył w wyścigu na 20 km, bezpośrednio wyprzedzając swego rodaka Bena Jonesa oraz Belga Josepha Werbroucka. Trzy dni później wspólnie z Jonesem, Leonem Meredithem i Ernestem Payne’em najlepszy był również w drużynowym wyścigu na dochodzenie. Na tych samych igrzyskach wystartował również w wyścigu na 5 km, który ukończył na piątej pozycji oraz w sprincie indywidualnym, jednak został zdyskwalifikowany. W latach 1907–1912 kilkakrotnie zdobywał medale mistrzostw kraju, na dystansach od 1/4 mili do 50 mil. W 1908 roku wystartował również na mistrzostwach świata w Lipsku, ale nie zdobył medalu.
Jego córki Leonie i Thelma były badmintonistkami.